# Сётоку (принц)
Принц Сётоку (яп. 聖徳太子, Сё: току-тайси; ок. 574 — ок. 622) — японский принц-регент периода Асука. Прижизненное имя — Умаядо (яп. 厩戸皇子, Умаядо-но о: дзи, Умаядо-но мико).
Портреты Сётоку напечатаны на старых японских банкнотах в 10 000, 5 000, 1 000 и 100 иен.

## Биография
Сын императора Ёмэя, представитель рода Сога. Посмертное имя Сётоку означает «Добродетельный». По легенде принц обладал способностью реагировать сразу на десять обращённых к нему прошений. Принц очень почитается японскими буддистами, имеется также буддийская школа Сётоку-сю, посвящённая принцу и представленная несколькими храмами в Икаруге.
Сётоку был сторонником буддизма, он основал храмы Ситэнно-дзи в районе Нанива (префектура Осака) и Хорю-дзи в Икаруге, районе Ямато (префектура Нара).
Принятие буддизма в стране привело к войне между великими родами Японии. Защитники традиционных верований, род Мононобэ, были разбиты родом Сога, который активно способствовал распространению зарубежного учения. Победа последних укрепила их политическое лидерство. Сога начали поставлять жён императорскому роду и фактически узурпировали власть в стране. Пик их славы приходится на годы жизни Сога-но Умако (551—626), главы рода Сога и влиятельного политика, который менял императоров на японском престоле по собственному желанию. С его помощью впервые трон заняла женщина — императрица Суйко (593—628), тётка принца.

### Реформаторская деятельность Сётоку
На период диктатуры рода Сога приходится деятельность Сётоку. Он провёл большое количество реформ, которые были направлены на создание централизованной исполнительной вертикали и распространение буддизма. Принц также написал в 604 году «первые японские законоположения», которые назывались «Законоположениями в семнадцати статьях».
Сётоку ввёл китайский календарь, наладил транспортную сеть, написал первые японские исторические хроники, которые не сохранились до сегодняшнего дня, и построил много буддистских храмов. Он также регулярно посылал посольства в китайскую империю Суй. В одном из писем посольства вместо старого названия страны Ямато, принц впервые использовал слово Япония (日出 «Хиномото», позднее 日本 «Ниппон») — страна Восходящего Солнца.

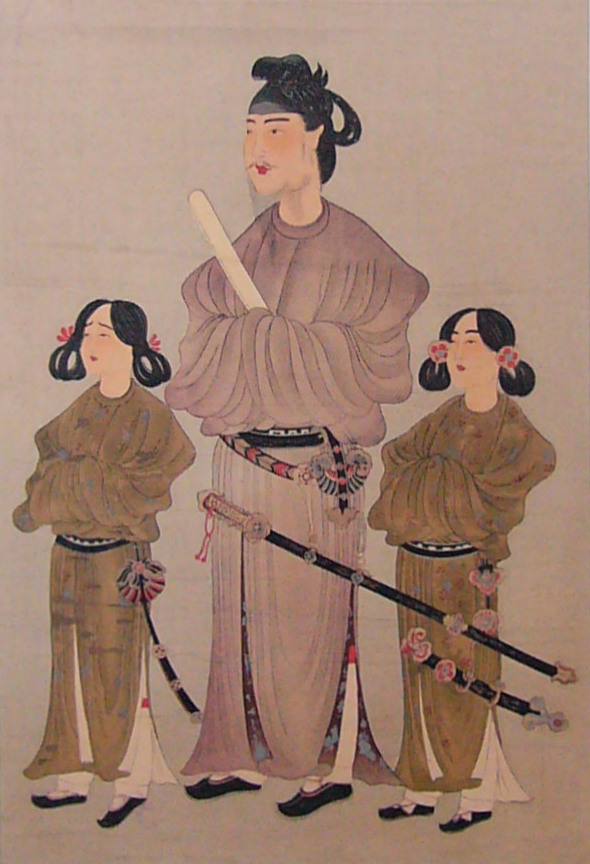
Портрет с двумя сыновьями

Под эгидой Сётоку в Японии распространилось масочное представление гигаку.

### Вопрос о «первом японском писателе»
Традиционно принцу Сётоку приписывалось авторство трёх комментариев к буддийским сутрам, дошедших в рукописях. Эти комментарии вместе носят название «Толкование смысла трёх сутр» («Сангё-гисё» 三経義疏). Это
- Хоккэ-гисё (法華義疏), комментарий к Лотосовой сутре («Саддхарма-пундарика-сутра»)
- Сёмангё-гисё (勝鬘経義疏), комментарий к «Шрималадэви-симханада-сутре»
- Юймагё-гисё (維摩経義疏), комментарий к «Вималакирти-нирдеша-сутре»

В качестве сочинений Сётоку они датируются 610-ми годами и долго считались «первыми японскими книгами». В случае доказательства, что Сётоку был их автором, он стал бы «первым японским писателем», имя которого известно.
Однако для большей части текста этих комментариев достоверно устанавливаются китайские оригиналы эпохи правления династии Лян, каллиграфия рукописей соответствует китайским образцам династии Суй, а аттрибуция их принцу Сётоку появляется в документах через столетие после смерти принца, когда его фигура уже превратилась в достояние религиозных легенд. Среди исследователей существует значительный плюрализм мнений о происхождении данных текстов и отношении к ним Сётоку.

### Семья
Всего у Сётоку было 14 детей от трёх жён:
1. Хокикими-но ирацумэ (мать восьмерых детей);
2. Тодзико-но ирацумэ (мать четырёх детей);
3. Инабэ-но Татибана-но кими (мать двоих детей)[3].

### Историческая
- Кодзики — Записи о деяниях древности / Пер., коммент. Е. М. Пинус. — СПб.: ШАР, 1993. — 320 с. — (Литературные памятники Японии I). — 5010 экз. — ISBN 5-7192-0003-7.
- Кодзики — Записи о деяниях древности: Свитки 2-й и 3-й / Пер., предисл. и коммент. Л. М. Ермаковой, А. Н. Мещерякова. — СПб.: ШАР, 1994. — 256 с. — (Литературные памятники древней Японии. II). — 5000 экз. — ISBN 5-7192-0006-1.
- Нихон сёки — Анналы Японии: В 2 т. / Пер. и коммент. Л. М. Ермаковой и А. Н. Мещерякова. — СПб.: Гиперион, 1997. — (Литературные памятники древней Японии. IV). — ISBN 5-89332-002-6.

### Научная
Книги
- История Японии. Т. 1. С древнейших времён до 1868 г. / Отв. ред. А. Е. Жуков. — М.: Институт востоковедения РАН, 1998. — 659 с. — 1000 экз. — ISBN 5-89282-107-2.
- Воробьёв М. В. Япония в III—VII вв. Этнос, общество, культура и окружающий мир / Отв. ред. С. А. Арутюнов. — М.: Наука, 1980. — 4850 экз.
- Грачёв М. В., Мещеряков А. Н. История древней Японии: Учебное пособие для вузов / Гл. ред. А. Р. Вяткин. — М.: Наталис, 2010. — 544 с. — (Восточная коллекция). — 1500 экз. — ISBN 978-5-8062-0327-5.
- Иофан Н. А. Культура древней Японии / Отв. ред. Н. А. Виноградова. — Москва: Наука, 1974. — 261 с. — 15 000 экз.
- Кожевников В. В. Очерки древней истории Японии / Науч. ред. Е. В. Верисоцкая. — Владимосток: Изд-во Дальневост. ун-та, 1998. — 204 с. — 500 экз. — ISBN 5-7444-0846-0.
- Конрад Н. И. Древняя история Японии // Избранные труды. История / Отв. ред. Е. М. Жуков. — М.: Наука, 1974. — С. 11—74. — 6000 экз.
- Конрад Н. И. Очерк истории культуры средневековой Японии. — М.: Искусство, 1980. — 30 000 экз.
- Мещеряков А. Н. Герои, творцы и хранителя японской старины. — М.: Наука, 1988. — 240 с. — 30 000 экз.
- Пасков С. С. Япония в раннее Средневековье: VII—XII века. Исторические очерки / Отв. ред. Г. И. Подпалова. — 2-е. — М.: Книжный дом «ЛИБРОКОМ», 2011. — 208 с. — (Академия фундаментальных исследований: история). — ISBN 978-5-397-02013-8.

Статьи
- Суровень Д. А. Введение в Ямато в 603 году системы двенадцати рангов (по материалам японских и китайских источников) // Наука и просвещение: Материалы II Международной научно-практической конференции (15 мая 2011 г.): В 3-х частях. — Ч. 3. — Киев: Издательство Простобук, 2011. — С. 47—59. — ISSN 2222-9132. Архивировано 29 апреля 2014 года.
- Суровень Д. А. Принципы регента-престолонаследника Умаядо (принца Сётоку-Тайси) из «Законоположений в 17-ти статьях» в правовой системе раннесредневековой Японии // Правовая система общества: проблемы теории и практики: Труды международной научно-практической конференции. Санкт-Петербург, 12 ноября 2010 г.. — СПб.: Издат. Дом С.-Петерб. гос. ун-та, 2011. — С. 377—384. Архивировано 28 июля 2014 года.
- Суровень Д. А. Титулатура правителей и три высших должностных лица государства Ямато на рубеже VI—VII веков // Вестник Челябинского государственного университета. Политические науки. Востоковедение. — Челябинск: Издательство Челябинского государственного университета, 2011. — Вып. 11, № 21 (236). — С. 73—88.